# 그래멀리

구 로고

그래멀리(Grammarly)는 우크라이나 기원의 미국에 본사를 둔 크로스 플랫폼 클라우드 기반 글쓰기 비서이며 철자, 문법, 구두점, 명확성, 계약, 전달 실수를 검토한다. 인공지능을 사용하여 실수를 식별하고 적절한 대안을 찾는다. 사용자가 자신의 스타일, 억양, 문맥 관련 언어를 맞출 수 있도록 해준다. 2009년 Alex Shevchenko, Max Lytvyn, Dmytro Lider에 의해 시작되었다.
이 소프트웨어는 미국 캘리포니아주 샌프란시스코에 본사를 둔 그래멀리사가 개발했으며 그 외에 사무소를 키예프, 뉴욕, 밴쿠버에 두고 있다.
2017년 5월, 이 기업은 첫 펀딩으로 110,000,000 달러를 거두었다. 2019년 10월, 이 기업은 2번째 펀딩으로 90,000,000 달러를 거두어서 가치가 10억 달러 이상을 상회하였다. 2018년, 그래멀리는 구글 문서도구에 최적화된 브라우저 확장 기능의 베타 버전을 출시하였다.

## 보안
2018년 초, 구글의 한 연구원은 그래멀리사가 2개의 주요 웹 브라우저용으로 개발한 확장 기능에서 심각한 보안 취약점을 발견하였다. 문제 보고서에 따르면 어느 웹사이트든 사용자의 이름으로 grammarly.com에 로그인하여 사용자의 모든 문서와 기타 데이터에 접근할 수 있다. 취약점 통보 이후 몇 시간 후 그래멀리는 문제의 픽스 업데이트를 공개했으며 구글 연구원은 "매우 인상적인 응답 시간"이라고 기술하였다. 버그의 심각도에도 불구하고 그래멀리는 어떠한 사용자 데이터가 유출되었다는 증거는 발견하지 못했다고 주장하고 있다.